# 木曾義昌
木曾義昌（1540年—1595年4月26日）是日本戰國時代信濃國的武將，並是木曾氏第18任當家及木曾谷領主。法名為「東禪寺殿玉山徹公大居士」。

## 生平
木曾義昌生於天文9年（1540年），是木曾義康長子及嫡子。當時木曾氏正與小笠原氏及村上氏聯手對抗武田信玄入侵信濃，後來木曾氏於弘治元年（1555年）因不敵武田氏而投降。由於木曾家是源義仲嫡流的貴族，且木曾家領地遠及美濃國、飛驒國國境，為避免他國入侵，武田信玄決定採取和親政策，讓義昌迎娶信玄三女（亦有四女或五女的說法）真理姬（真龍院），且須義康交出人質及受信玄親信在鄰近地區監視，令木曾家實際上成為武田氏的附庸。其後武田信玄入侵美濃及飛驒時，木曾谷更成為武田軍的前線基地。
武田信玄死後，武田氏開始轉弱，再加上繼承的武田勝賴徵收重稅及徵集大量工人以興建新府城，令木曾家非常不滿。期間父親義康於天正7年（1579年）病逝，義昌繼任為木曾氏第18任當家。天正10年（1582年），義昌經遠山友忠與織田信長結盟，脫離武田氏的統治。義昌反叛令當時身在新府城的人質，包括70歲的母親、13歲的嫡子千太郎及17歲的長女岩姬，均被殺害，可算是悲慘的遭遇。在處決人質後，武田勝賴令堂弟武田信豐討伐義昌，但義昌因擁有地利及織田信忠的援軍支援下，成功擊退武田軍。此戰後織田軍得以長驅直進到新府城，大大加速武田家的滅亡。
武田氏滅亡後，義昌獲得安曇、筑摩二郡。義昌派屬下進駐深志城（其後的松本城），作為統治二郡的據點。但3個月後爆發本能寺之變，織田信長自殺身亡令信濃國的家臣開始相殘，並令信濃國處於混亂局面。此時原被驅逐離境的小笠原氏在上杉景勝的軍力支援下趁亂自木曾家奪回據點深志城。敗退的木曾軍則退回木曾谷。
其後義昌與德川家康結盟，獲許諾協助重獲安曇、筑摩二郡及維護木曾谷的安定。但至天正12年（1584年），由於家康與豐臣秀吉對立。為避免遭豐臣軍入侵，義昌撕毀與家康的盟約，並以次子義春為人質，臣服豐臣家。對此家康感到非常不滿，亦曾為此討伐義昌，但該戰最終由木曾軍獲勝。
天正18年（1590年），德川氏被轉封至關東。同時秀吉則命令木曾氏改受德川氏統治，並同時被轉封到下總國阿知戶（即現千葉縣旭市網戶）一萬石，令木曾氏一族被逼離開根據地木曾谷。這次轉封令義昌受到極大的精神及經濟壓力，最終於文祿4年（1595年）於當地失意病逝，終年55歲。義昌死後由長子木曾義利繼任為木曾氏第19任當家。
義昌的葬禮以海葬形式於椿海進行，墳墓則設於城下由義昌奠基的東漸寺（原名東禪寺）。寬文11年（1671年），義昌下葬的椿海被围垦，所得土地當時被用作農耕之用，現時部分已被改建為「木曾義昌公歴史公園」作為紀念。

## 死後的木曾家
義昌死後，繼承的義利因為殺害叔父上松義豐等多宗暴行，最終於慶長5年（1600年）被改封及流放處分。義利成為浪人後投靠蒲生氏，並隨蒲生氏改封至伊予松山。其子義辰則於侍奉後任的伊予松山藩主松平氏時因故被貶為浪人。最終需依靠往日木曾氏家臣千村氏和山村氏的救濟過活。

## 家室

### 祖輩
- 祖父：木曾義在（信濃木曾谷一帶的地方豪族當主）

### 父輩
- 父：木曾義康

### 平輩
- 弟：上松義豐
- 妹：岩姬

### 妻妾
- 正室：真龍院（武田信玄之女）

### 子女
- 嫡子：木曾義利（因故殺害叔父上松義豐而被撤藩流放）

## 登場作品
電視劇
- （平成28年（2016年），NHK，演員：石井愃一）